# هجوم كودايل
هجوم كودايل في 3 مايو 2021 هاجم مسلحون يعتقد أنهم إسلاميون قرية كودايل في فوتوري، بوركينا فاسو. أسفر الهجوم عن مقتل 30 شخصًا على الأقل وإصابة 20 آخرين.

## الهجوم
اقتحم أكثر من 100 مسلح مدججين بالسلاح على متن دراجات نارية وشاحنات صغيرة قرية كودايل في فوتوري، وهي مقاطعة في بوركينا فاسو تقع في مقاطعة كوموندجاري بالقرب من الحدود مع النيجر، ومعظم سكانها من جماعة غورما العرقية. في البداية أحرق المهاجمون المنازل والمباني، غادر السكان المباني بعد أن اشتعلت فيها النيران وازداد الدخان، ثم فتح المهاجمون النار وقتلوا عدة أشخاص في مكان الحادث. عندما فر الناجون فتح الجناة النار مرة أخرى، مما أسفر عن مقتل وإصابة عدد أكبر من الأشخاص. قُتل ما لا يقل عن 30 مدنيًا وجرح ما لا يقل عن 20 آخرين. كان من بين الضحايا أطفال. كانت القرية خالية في أعقاب الهجوم مباشرة، حيث لجأ السكان الناجون إلى البلدات المجاورة. يعد هذا الهجوم من أكثر الهجمات دموية في تاريخ بوركينا فاسو الحديث. يُشتبه في أن الهجوم كان انتقامًا لأن القرية قدمت مؤخرًا مقاتلين لبرنامج تطوعي يقاتل الجماعات الإسلامية.